# Zoïdogamie
Dans le règne végétal, la zoïdogamie est un processus de reproduction selon lequel le gamète mâle mobile atteint puis féconde le gamète femelle, en se déplaçant dans un liquide sécrété par certaines parties des appareils reproducteurs. Ce liquide peut être produit soit par le nucelle (couche de cellules entourant le prothalle femelle), soit par le tube pollinique (excroissance par germination du grain de pollen lorsqu'il est prêt à féconder l'oosphère ; voir pollinisation).
Ne pas confondre zoïdogamie avec fécondation aquatique, procédé plus primitif nécessitant de l'eau (pluie, rosée) pour que les gamètes mâles atteignent les gamètes femelles. La différence fondamentale est que la fécondation zoïdogamique est indépendante des conditions climatiques pour les processus de reproduction ; elle produit son propre liquide.